# Perscrutar

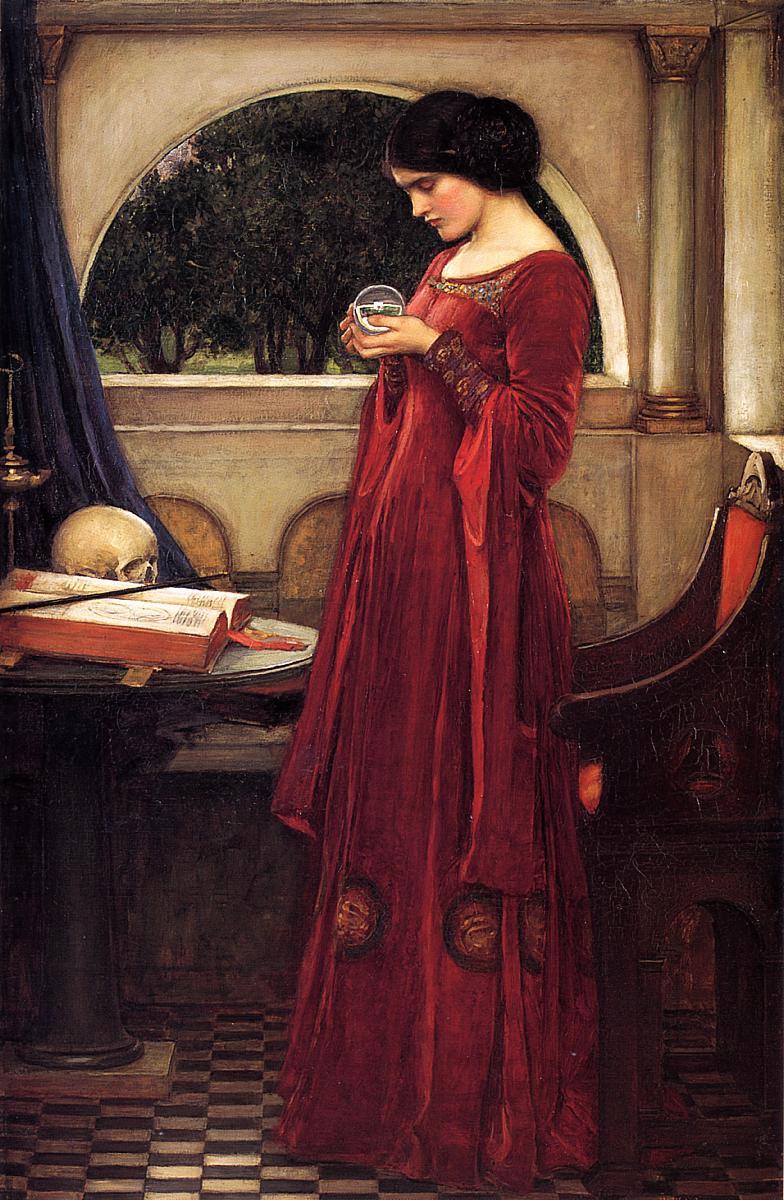
A Bola de Cristal por John William Waterhouse (1902, óleo sobre tela)

Perscrutar do inglês Scrying ou Skrying, também vertida ao português literalmente como escriação, e chamada popularmente em inglês de seeing e peeping, é a prática de olhar fixamente os detalhes para um objeto translúcido, opaco ou refletor, na esperança de detectar mensagens significativas ou visões espirituais. O objetivo poderia ser o de orientação pessoal, profecia, revelação ou inspiração, mas há eras, também tem sido um proeminente meio de adivinhação e leitura da sorte. É um método que continua muito popular em círculos ocultistas.
Apesar da prática de perscrutar envolver cristais, não deve ser confundido com cristalomancia, que é a prática divinatória e no geral popular que foca apenas em cristais, enquanto perscrutar é um sistema mágico que envolve uma ampla gama de objetos, como sólidos translúcidos, vitrinas opacas, espelhos e vasilhas de água.

## Definições e terminologia
Não há distinção definitiva entre vidência e outras ajudas para a clarividência, auspício, ou adivinhação, mas a grosso modo, a vidência depende imaginava impressões de visões no meio de escolha. Idealmente, a este respeito, ele difere de adivinhação, que se baseia nas interpretações de, objetivamente observáveis objetos ou eventos (como o voo das aves); a partir de adivinhação, que depende de processos padronizados ou rituais; a partir de oniromancia, que depende da interpretação dos sonhos; a partir dos efeitos fisiológicos de drogas psicoativas; e de clarividência, que ficticiamente não depende do objetivo estímulos sensoriais. Clarividência em outras palavras, é considerado no montante de, na essência, a percepção extra-sensorial.
O perscrutar não é uma disciplina única, nem definida, nem formal e não há uniformidade nos procedimentos, que foram repetidas e independentemente foram reinventados ou elaborados em muitas épocas e regiões.  Além disso, praticantes e autores usam a terminologia tão arbitrariamente, e muitas vezes artificialmente, que nenhum sistema de nomenclatura pode ser tomado como autoritário e definitivo. Comumente termos em uso são Latinização ou Helenização de descrições da mídia ou atividades.  Exemplos de nomes inventados para bola de cristal incluem cristalomancia, spheromancia e catoptromancia .  Como exemplo da frouxidão de tais termos, a catoptromancia deveria referir-se mais especificamente à observação por meio do uso de espelhos ou outros objetos refletivos do que por observação de cristais. Outros nomes que foram cunhados para o uso de vários meios de divulgação incluem antracomania para carvão incandescente, turifumy para perscrutar em fumaça e hidromancia para perscrutar na água. Não existe um limite claro para a criação e aplicação de tais termos e mídias.
O perscrutar foi praticado em muitas culturas na crença de que pode revelar o passado, presente ou futuro.  Alguns praticantes afirmam que as visões que vêm quando alguém olha para a mídia são do subconsciente ou da imaginação, enquanto outros dizem que vêm de deuses , espíritos, demônios ou mente psíquica , dependendo da cultura e da prática.  Não existe nenhum corpo sistemático de suporte empírico para tais visões em geral, nem para seus respectivos méritos rivais; preferências individuais em tais assuntos são arbitrárias na melhor das hipóteses.

## Meios de comunicação
As mídias mais comumente usadas na visualização são superfícies refletivas, refrativas, translúcidas ou luminescentes ou objetos como cristais , pedras ou vidro em várias formas, como bolas de cristal, espelhos , superfícies negras reflexivas como obsidiana, superfícies de água, fogo ou fumaça , mas não há nenhuma limitação especial nas preferências ou preconceitos do perscrutar; alguns podem olhar para o escuro, céu claro, nuvens, sombras ou padrões de luz contra paredes, tetos ou canteiros.  Alguns preferem brasas incandescentes ou miragens cintilantes.  Alguns simplesmente fecham os olhos, olhando fixamente para o interior de suas próprias pálpebras, e falam de "pálpebras à espreita".
A mídia que perscruta-se, geralmente, ou sugere imagens diretamente (como figuras em chamas, redemoinhos de fluido ou nuvens), ou então elas distorcem ou refletem a visão dos observadores de forma confusa, da maneira que pode ser vista em cristais ou bolas transparentes. Tais fantasias são satirizadas há muito tempo pelos céticos, por exemplo em Hamlet III.ii:
Você vê alguma nuvem que está quase na forma de um camelo?

Pela massa, e é como um camelo, de fato.

Parece que é como uma doninha.

É apoiado como uma doninha.

Ou como uma baleia?

Muito parecido com uma baleia.
Original (em inglês): Do you see yonder cloud that's almost in shape of a camel?

By the mass, and 'tis like a camel, indeed.

Methinks it is like a weasel.

It is backed like a weasel.

Or like a whale?

Very like a whale.
— William Shakespeare (em inglês)
Alternativamente, o meio pode reduzir os estímulos visuais a limiares abaixo dos quais qualquer impressão clara poderia interferir nas visões imaginadas ou na livre associação. Exemplos incluem reflexos escuros do céu noturno, ou sombras ou sombras simples.

## Métodos

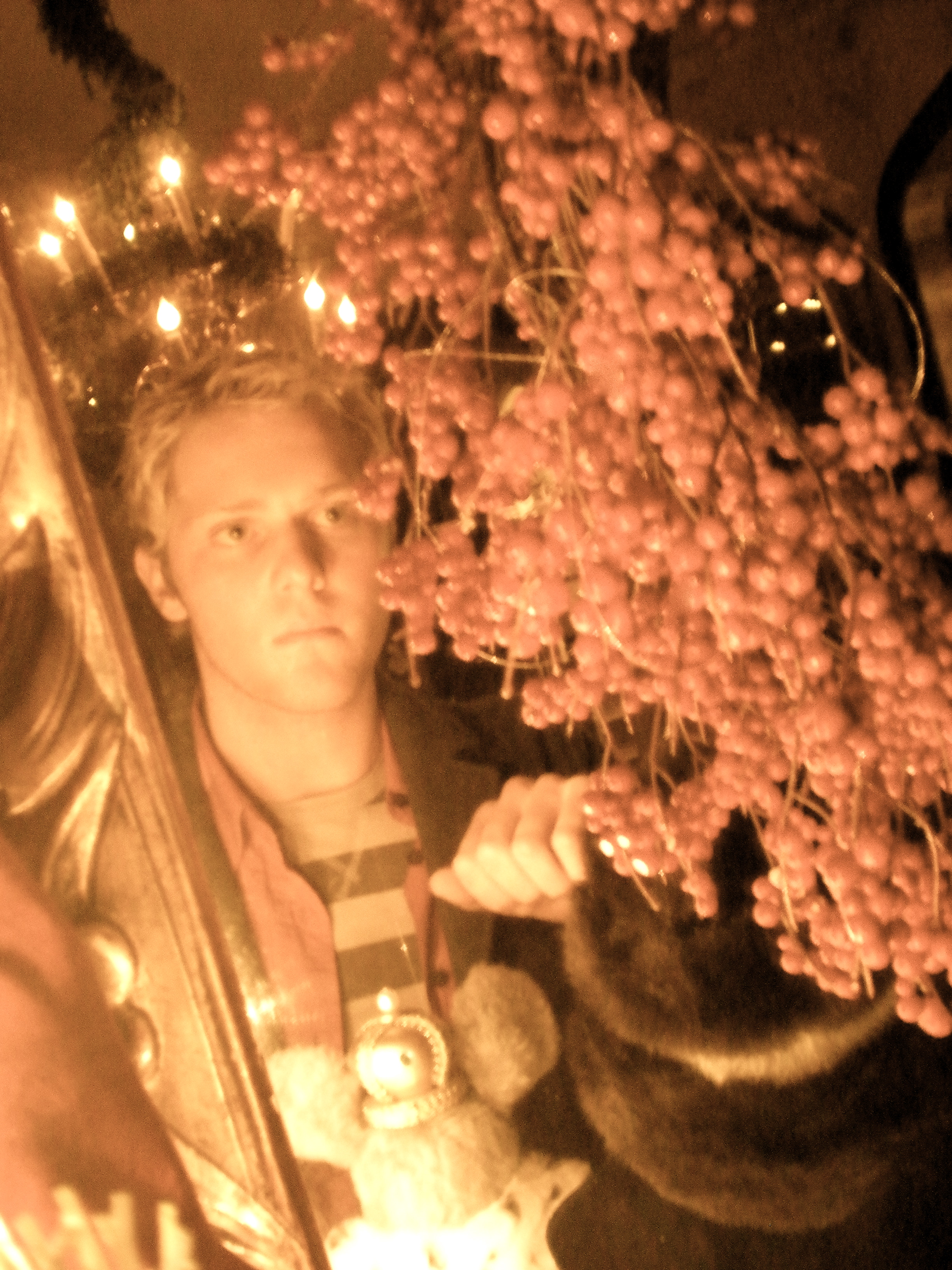
Moderna experiência de perscrutar atualmente

(ESPELHO NEGRO MÁGICO) Uma classe de métodos de perscrutar envolve um transe auto-induzido, com ou sem a ajuda de um meio, como uma bola de cristal ou, mesmo através de tecnologia moderna, como um smartphone, entre outras coisas. Alguns dizem que a sensação é semelhante à droga, alguns que várias drogas podem potencializar a experiência; outros excluem categoricamente qualquer conexão com o uso de drogas, alegando que invalida qualquer imagem observada.
Muitos praticantes dizem que o médium que perscruta inicialmente serve para concentrar a atenção, removendo pensamentos indesejados da mente da mesma maneira que a repetição de um mantra, concentração em uma mandala, induzindo a resposta de relaxamento, ou possivelmente pela hipnose. Uma vez que este estágio seja alcançado, o escriba pode começar a associação livre com as imagens percebidas. A técnica de deliberadamente procurar e declarar essas imagens iniciais em voz alta, por mais triviais ou irrelevantes que pareçam à mente consciente, tenta aprofundar o estado de transe.  Nesse estado, alguns perscrutadores ouvem suas próprias vozes dissociadas, afirmando o que vêem, em um loop de feedback mental.
Os praticantes aplicam o processo até atingirem um estado satisfatório de percepção, no qual imagens visuais ricas e histórias dramáticas parecem ser projetadas dentro do próprio meio, ou no olho da mente do escrivão. Eles alegam que a técnica permite que eles vejam eventos ou imagens relevantes dentro do meio escolhido.
Nostradamus praticava o perscrutar, ele olhava para uma tigela de água ou um "espelho mágico" para ver o futuro enquanto estava em transe.

## Religião e mitologia

### Bíblia hebraica
A adivinhação é brevemente mencionada no capítulo 44 do livro de Gênesis.  Um cálice ou cálice de prata é deliberadamente plantado no saco de Benjamin quando ele sai do Egito, mais tarde para ser usado como prova de roubo.  É revelado que a taça pertence a José, o vizir do Egito, cujo mordomo alegou ter sido usado para beber e adivinhação durante o curso de sua acusação.  Isso é mencionado para reforçar seu disfarce como um nobre egípcio.
Embora a adivinhação seja proibida de acordo com a Torá, o tempo de José precedeu a nação hebraica e a Torá.  Alguns afirmam que é assim que ele foi capaz de exercer sua profissão como intérprete dos sonhos do faraó.  No entanto, de acordo com as escrituras hebraicas, Joseph nunca foi descrito como realmente praticando a adivinhação. Como parte de um plano para testar seus irmãos, ele colocou algo pequeno, mas valioso no saco de grãos de Benjamin. Uma taça de prata era um objeto perfeito neste caso, pois continha grande valor financeiro e espiritual no Egito.
Outra consideração é que José não precisou usar um copo para adivinhação. Deus lhe permitira ter sonhos proféticos e interpretar os sonhos dos outros.  Depois de revelar sua identidade a seus irmãos e perdoar o mal que haviam cometido, Joseph os enviou de volta a seu pai com este relato: “Deus me fez senhor de todo o Egito”.

### Pérsia Antiga
A Épica dos Reis , um trabalho épico do século X que narra o passado histórico e mitológico da Pérsia, dá uma descrição do que foi chamado de Taça de Jam (jām-e Jam), que foi usado pelos antigos reis (mitológicos) persas para observar todos as sete camadas do universo.  Dizia-se que a taça continha um elixir de imortalidade, mas sem uma explicação convincente de qualquer relevância do elixir para a função de vidência.

### Movimento dos Santos dos Últimos Dias
No final da década de 1820, Joseph Smith fundou o movimento dos Santos dos Últimos Dias baseado, em parte, no que foi dito ser informação obtida milagrosamente a partir das reflexões das pedras vidente . Smith tinha pelo menos três pedras separadas, incluindo sua favorita, uma pedra marrom que encontrou durante a escavação do poço de um vizinho.  Ele inicialmente usou essas pedras em várias missões de escavação de tesouros no início da década de 1820, colocando a pedra dentro da coroa do chapéu e colocando o rosto no chapéu para ler o que ele acreditava serem os reflexos milagrosos da pedra.  Smith também disse que ele tinha acesso a um conjunto separado de óculos compostos de pedras de vidente, que ele chamou de Urim e Tumim (como as da versão hebraica).  Ele disse que, através dessas pedras, ele poderia traduzir as placas de ouro que são a fonte declarada do Livro de Mórmon.

## No folclore

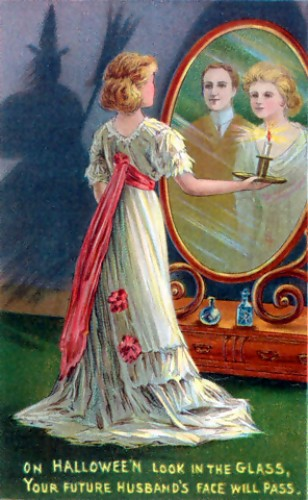
Rituais de adivinhação como aquele descrito neste cartão de dia das bruxas do início do século 20, onde uma mulher olha fixamente para um espelho em uma sala escura para ter um vislumbre do rosto de seu futuro marido enquanto uma bruxa se esconde nas sombras, pode ser uma origem da lenda do Bloody Mary.

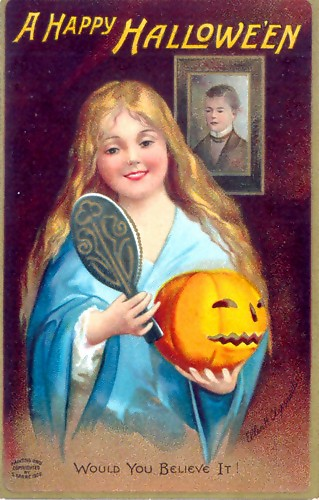
Este cartão de dia das bruxas de 1904 satiriza a adivinhação : a jovem que espera ver seu futuro marido vê o reflexo de um retrato próximo.

Os rituais que envolvem muitos atos semelhantes ao da magia cerimonial são mantidos na forma de folclore e superstição. Uma tradição amplamente difundida sustentava que mulheres jovens que olhavam para um espelho em uma sala escura (frequentemente no Halloween) podiam vislumbrar o rosto de seu futuro marido no espelho — ou uma caveira personificando a Morte se seu destino morresse antes de se casarem.
Outra forma do conto, envolvendo as mesmas ações de olhar para um espelho em uma sala escura, é usada como um desafio sobrenatural na história de " Bloody Mary ".  Aqui, o motivo é geralmente testar a coragem dos observadores adolescentes contra uma bruxa ou fantasma malévolo, em um ritual planejado para permitir a fuga fácil dos escribas, se as visões invocadas forem muito assustadoras.
Embora, como acontece com qualquer tipo de folclore, os detalhes possam variar, esse conto específico (Bloody Mary) incentivou as jovens a subir um lance de escadas de costas, segurando uma vela e um espelho de mão, em uma casa escura. Enquanto olhavam para o espelho, deveriam poder ver o rosto do futuro marido. Havia, no entanto, uma chance de verem a caveira do Dona Morte, isso significava que eles estavam destinados a morrer antes de se casarem.
As superstições do folclore, como as que acabamos de mencionar, não devem ser distinguidas claramente dos contos tradicionais, dentro dos quais a realidade de tais meios é tomada como garantida.  No conto de fadas da Branca de Neve, por exemplo, a rainha ciumenta consulta um espelho mágico , que ela pergunta: "Espelho mágico na parede / Quem é o mais belo de todos?", Ao qual o espelho sempre responde "Você, minha rainha, mais iluminada de todas."  Mas quando Branca de Neve alcança a idade de sete anos, ela se torna tão bonita quanto o dia, e quando a rainha pergunta ao espelho, ela responde: "Rainha, você é completamente luz, é verdade, mas Branca de Neve é mais luz que você".  Não há uniformidade entre os crentes, em quão a sério eles preferem levar tais histórias e superstições.

## Recepção científica
O perscrutar não é apoiado pela ciência como um método de prever o futuro ou obter informações indisponíveis para a investigação empírica. Alguns críticos consideram que é uma pseudociência.  Os céticos consideram que a perscrutar é o resultado da ilusão ou do pensamento desejoso.
O psicólogo Leonard Zusne sugeriu que as imagens perscrutadas são alucinações ou experiências hipnagógicas .
Um artigo de 2010 da revista Perception  identificou um método específico de reproduzir de forma confiável uma perscrutação de ilusão em um espelho e hipotetizou que "poderia ser causado por flutuações de baixo nível na estabilidade de bordas, sombreamento e contornos que afetam a definição percebida do cara, que é sobre-interpretada como "outra pessoa" pelo sistema de reconhecimento facial . " 

## Tradições dos dias modernos e em ficções
- A Ordem Hermética da Golden Dawn (1888-c.1902 em sua forma original) ensinou sua própria versão de perscrutar que poderia ser feita individualmente ou como um grupo.  Enfatizou três níveis: 1) "Espreitando a Visão do Espírito" com ênfase na visão interior, focalizando um símbolo ou espelho, 2) "Viajar na Visão do Espírito" envolve ir ao local visto e interagir com o que é encontrado lá. 3) "Nascendo nos Planos" se concentra em um processo espiritual (envolvendo a visão da Árvore da Vida) que tem o potencial de elevar a consciência ao nível do Divino.[23]
- O Dr. John Dee, do Instituto de Pesquisa da Mente, fundado pelo parapsicólogo Raymond Moody , usa a cristalomancia como um meio no qual ele afirma permitir que os clientes vejam as aparições dos mortos.
- O astrólogo britânico e psíquico conhecido como Mystic Meg , que chamou a atenção nacional como parte do sorteio da Loteria Nacional do Reino Unido em 1994, foi muitas vezes retratado com uma bola de cristal.
- Os curandeiros tradicionais da Península de Yucatán e da Guatemala usam bolas de cristal de pedra para perscrutar. Estes são conhecidos como sastun ou zaztun.  Originalmente, eram antiguidades maias que costumavam coletar em ruínas arqueológicas.[24] Hoje em dia são principalmente objetos modernos. Não se sabe qual foi o uso original das bolas de jade encontradas nos antigos enterros maias.
- Os meios de comunicação contemporâneos, como os filmes, frequentemente descrevem o uso de uma bola de cristal, estereotipada usada por uma velha mulher cigana .
- Em O Mágico Oz , a Bruxa Má do Oeste, interpretada por Margaret Hamilton , usa uma bola de cristal.
- No universo ficcional de JRR Tolkien da Terra-média (especialmente em O Senhor dos Anéis ), o Palantír é uma pedra que permite ao espectador ver o que qualquer outro Palantír vê, e o Espelho de Galadriel é usado como um dispositivo de veja visões do passado, presente ou futuro.
- Na série A Canção de Gelo e Fogo , de George RR Martin, existe um número insignificante de "velas" de obsidiana, referidas por acadêmicos e místicos como "Velas Pretas".  Estas velas de vidro emitem uma luz desagradavelmente brilhante que faz coisas estranhas às cores.  Alega-se que quando as velas de vidro queimam, os feiticeiros podem ver através das montanhas, dos mares e dos desertos, dar aos homens visões e sonhos e se comunicar uns com os outros a meio mundo de distância.  Essas velas não queimam há mais de um século, mas começaram a queimar novamente com o ressurgimento da magia no mundo.
- No Ciclo da Herança de Christopher Paolini , o uso de um espelho para ver pessoas e lugares que o espectador conhecia no presente era possível com a desvantagem de não poder ver nada que não conhecesse.  A tentativa de investigar o futuro custaria ao usuário sua vida.
- No videogame Clive Barker's Undying , Patrick Galloway (o jogador) é mostrado em posse de um cristal verde, The Gel'ziabar Stone, que lhe permite vislumbrar visões e sons do passado que são vitais para as várias missões.[carece de fontes?]
- Na série de televisão americana Charmed , as irmãs brincam com um cristal e um mapa para localizar pessoas.[25]